# Ulrike Meyfarth
Ulrike Nasse-Meyfarth, née le 4 mai 1956 à Francfort-sur-le-Main, est une athlète allemande spécialiste du saut en hauteur.

## Biographie
En 1971, Ulrike Meyfarth se qualifie pour les Jeux olympiques d'été de 1972 de Munich où, tout en égalant le record du monde, elle devient la plus jeune championne olympique dans une épreuve individuelle d'athlétisme. 
Elle stagne les années suivantes, ne dépassant pas sa marque de 1,92 m des Jeux. Elle ne monte pas sur le podium lors des Championnats d'Europe d'athlétisme 1974 et 1978. Elle ne se qualifie pas pour la finale lors de Jeux de Montréal. De plus, elle ne participe pas aux Jeux olympiques d'été de 1980 de Moscou, en raison du boycott américain, suivi par l'Allemagne de l'Ouest.
Elle revient au plus haut niveau en 1982 lors des Championnats d'Europe d'athlétisme 1982, battant la russe Tamara Bykova et le record du monde. Celle-ci prend sa revanche l'année suivante lors des premiers Championnats du monde d'athlétisme 1983. Dans le même stade olympique, lors du meeting d'Helsinki, elles battent toutes deux le record du monde avec 2,03 m.
L'année suivante, elle réussit l'exploit de redevenir championne olympique lors des Jeux olympiques d'été de 1984 de Los Angeles, en battant la championne en titre Sara Simeoni, sa rivale russe étant absente pour cause de boycott, russe cette fois. Elle rentre une nouvelle fois dans l'histoire en devenant la deuxième plus vieille sauteuse en hauteur championne olympique de l'histoire après la Sud-Africaine Esther Brand, victorieuse à Helsinki à l'âge de 30 ans en 1952. Elle est également une des deux seules femmes à avoir obtenu une médaille d'or à douze ans d'intervalle.
Elle est élue personnalité sportive allemande de l'année en 1981, 1982, 1983 et 1984.

## Palmarès

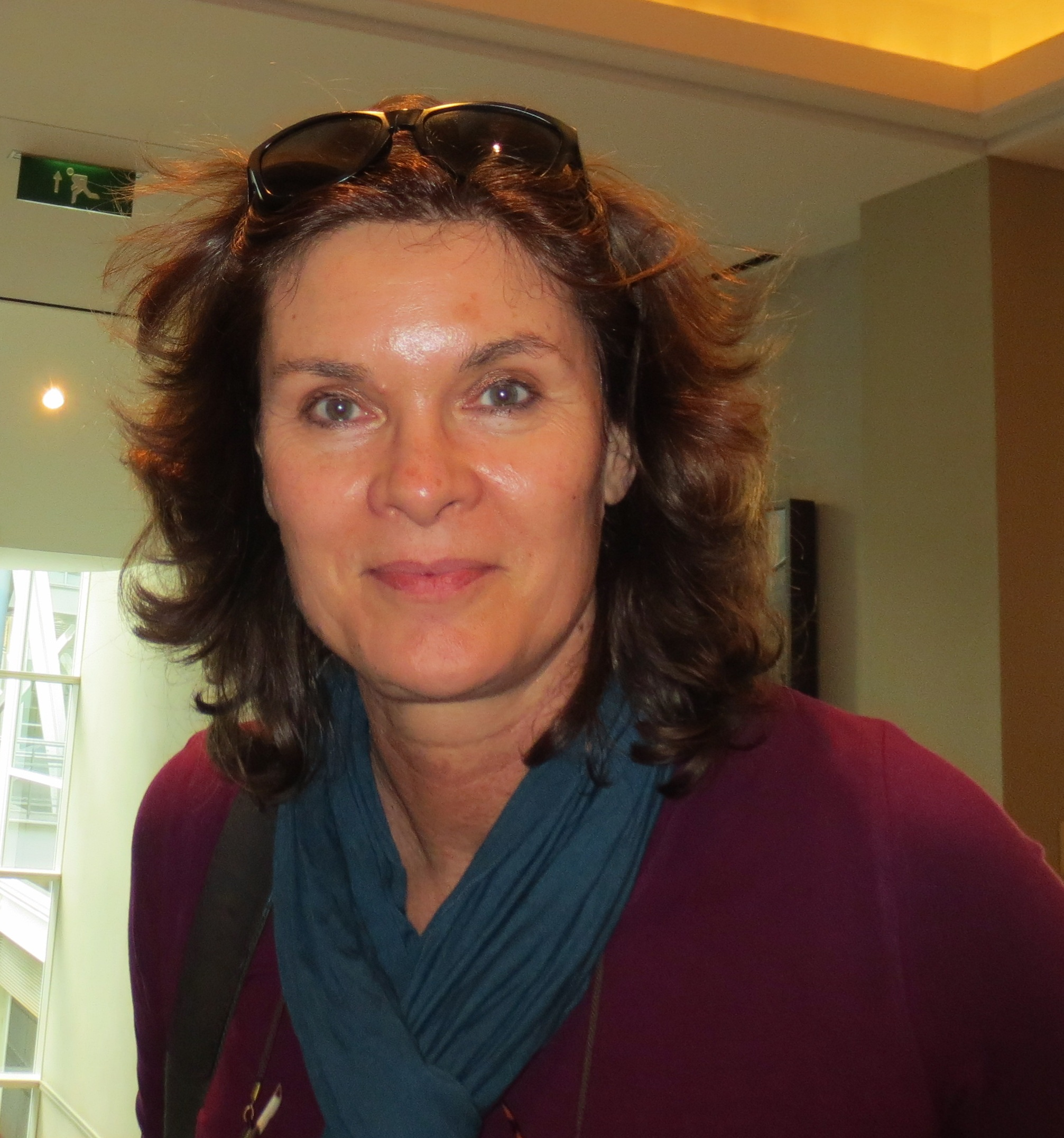

### Jeux olympiques
- Jeux olympiques d'été de 1972 à Munich :
  -  Médaille d'or au saut en hauteur
- Jeux olympiques d'été de 1984 à Los Angeles :
  -  Médaille d'or au saut en hauteur

### Championnats du monde
- Championnats du monde d'athlétisme 1983 à Helsinki :
  -  Médaille d'argent au saut en hauteur

### Championnats d'Europe
- Championnats d'Europe d'athlétisme en salle 1982 à Milan :
  -  Médaille d'or au saut en hauteur

### Records du monde
- - Record du monde (égalé) en 1972 avec 1,92 m
  - Record du monde en 1982 avec 2,02 m
  - Record du monde en 1983 avec 2,03 m (avec Tamara Bykova)